# کریستوفر لکسون
کریستوفر مارک لوکسون (‎/ˈlʌksən/‎؛ زاده ۱۹ ژوئیه ۱۹۷۰) سیاستمدار و مدیر بازرگانی نیوزیلندی است که نخست‌وزیر منصوب نیوزلند نیز می‌باشد. او از سال ۲۰۲۱ به عنوان رهبر مخالفان و رهبر حزب ملی نیوزیلند فعالیت می‌کرد. وی در سال ۲۰۲۰ به عنواننماینده مجلس (MP) خدمت می‌کرد. همچنین لوکسون قبلاً از سال ۲۰۱۲ تا ۲۰۱۹ مدیر اجرایی ایر نیوزلند نیز بود